# 에르기
에르기(고대 노르드어: Ergi, 명사), 및 아르그(고대 노르드어: argr, 형용사)란 노르드어에서 “남성의 여성스러움(effeminacy)”을 의미하는 말이었다.
바이킹 사회는 남녀 간의 성역할 구분이 철저해서, 남성은 길쌈(바드말)을 비롯한 여성의 영역에 출입하는 것도 금기시되었다. 이런 사회에서 남자가 성격이나 행동거지 자체가 여성스러운 것은 죽을 죄가 될 수도 있었다. 어떤 남자를 아르그하다고 비난하는 것은 홀름강가(결투재판)의 정당한 사유가 될 수 있었다. 만약 이런 비난을 받았는데 홀름강가를 걸지 않으면 그 비난이 정당한 것이 되고 비난받은 쪽은 여성스러운 남자기 때문에 무법자가 되고 누가 그 사람을 쳐죽여도 처벌받지 않았다. 홀름강가의 결과 자신을 비난한 자를 물리치고 승리했다면 반대로 심각한 명예훼손에 대한 보상금을 청구할 수 있었다. 아이슬란드 자유국의 법전 『그라가스』에 이런 사항이 나와 있다.
룬돌 명문에도 이에 관련된 기록이 남아 있다. 스웨덴 살레비에 소재한 Vg 67 룬돌에는 이 룬돌을 부수는 사람은 “라타(rata)”이자 “아르그리 코누(argri konu)”가 될 것이라고 저주하는 글이 새겨져 있다. 라타는 “추물(wretch)”, “천민(outcast)”, “요술쟁이(warlock)”라는 뜻이고, 아르그리 코누는 “못된 여자(maleficent woman)”라는 뜻의 여격이다. 여기서 아르그리, 즉 에르기란 세이드 주술과 결부되어 언급되었다. 세이드는 여자 주술사 볼바들이 수행하는 것으로서 남자가 세이드를 하는 것은 에르기로 취급되었다. 이 룬돌을 만든 사람에게는 이것이 생각할 수 있는 최대 수준의 모욕이자 욕설이었던 것이다.
오늘날 북게르만어군 언어들에서 arg-  어근을 가진 말들은 “화난”, “짜증나는”과 같은 의미로 사용된다. 예컨대 스웨덴어와 노르웨이어의 arg, 덴마크어의 arrig, 아이슬란드어의 ergilegur 등이 있다. 이 말들은 독일어의 ärgerlich, 네덜란드어의 ergerlijk 등과도 유사성이 있다. 남성의 여성성이라는 원래 의미는 오히려 이웃한 발트핀족 언어에 외래어로서 보존되어 있다. 리브어의 ārga, 에스토니아어의 arg, 핀란드어의 arka 등은 “비겁한”, “겁쟁이의”라는 뜻이다.